# (862) Franzia
Pour les articles homonymes, voir Franzia.
(862) Franzia est un astéroïde de la ceinture principale.

## Description
(862) Franzia est un astéroïde de la ceinture principale découvert le 28 janvier 1917 par l'astronome allemand Max Wolf à Heidelberg. Sa désignation provisoire était 1917 BF.
Il est nommé en l'honneur de Franz Wolf, fils du découvreur.